# The Girl Is Mine
"The Girl Is Mine" là một bài hát được thu âm bởi Michael Jackson và Paul McCartney. Bài hát được viết và sản xuất bởi Jackson cùng với Quincy Jones. Nó được phát hành như là đĩa đơn đầu tiên trích từ album phòng thu thứ sáu của Jackson, Thriller (1982). "The Girl Is Mine" được thu tại Westlake Studios, Los Angeles, từ ngày 14 đến ngày 16 tháng 4 năm 1982. Trước đó một năm, Jackson và McCartney đã thu âm "Say Say Say" và "The Man" cho album solo thứ năm của McCartney, Pipes of Peace. Mặc dù nó được phát hành làm đĩa đơn, nhưng Jackson chưa bao giờ biểu diễn bài hát này trực tiếp, trong tất cả các tour diễn của mình.
"The Girl Is Mine" đã gặt hái được những thành công đáng kể trên các bảng xếp hạng âm nhạc, như đứng đầu bảng xếp hạng các đĩa đơn R&B, vị trí thứ 2 trên bảng xếp hạng Billboard Hot 100 và thứ 8 ở Anh. Đến năm 1985, nó đã bán được 1,3 triệu bản, và cuối cùng đã được chứng nhận bạch kim của Hiệp hội Công nghiệp ghi âm Mỹ.
"The Girl Is Mine" đã là chủ đề của hai vụ kiện đạo lời. Cả hai trường hợp Jackson đều đến làm chứng tại tòa án, mỗi vụ kiện đều nhận được sự ủng hộ của các ca sĩ và hãng thu âm của ông. Trong năm 2008, nhân kỷ niệm 25 năm ngày phát hành Thriller, thành viên nhóm nhạc Black Eyed Peas will.i.am đã remix "The Girl Is Mine". Tuy nhiên, bản remix không nhận được những đánh giá tốt từ các nhà phê bình âm nhạc.

## Quá trình ghi âm
Phần lời của "The Girl Is Mine" đã được hoàn thành bởi Jackson khi anh đang xem phim hoạt hình với Paul McCartney. Nhà sản xuất Quincy Jones ban đầu đã nói với Jackson về việc viết một bài hát nói về hai người đàn ông chiến đấu vì một cô gái. Lấy cảm hứng từ điều đó, Jackson đã thức dậy vào ban đêm và hát ca khúc vào một cái máy ghi âm. Sau này ông nói: "Tôi đã hát chính xác những gì tôi nghe trong đầu tôi, bắt đầu với giai điệu và tất cả mọi thứ". Jones cũng yêu cầu Jackson thêm vào vài câu rap. Jackson nhớ lại, "Quincy gọi cho tôi vào một buổi sáng và nói, 'Smelly' ông gọi tôi là "Smelly" chúng ta phải có một số đoạn rap ở đây"." Bài hát sau đó đã được thu âm bởi Jackson và McCartney tại Westlake Studios, Los Angeles, từ ngày 14 đến ngày 16 tháng 4, 1982. Trước đó một năm, cả hai đã thu âm "Say Say Say" và "The Man" cho album solo thứ năm của McCartney, Pipes of Peace (1983). Jackson nói rằng khoảnh khắc ghi âm bài hát là một trong những khoảnh khắc thú vị nhất của mình trong phòng thu. Các cảnh quay của hai người sau đó đã được chiếu tại The Paul McCartney World Tour. Ca khúc này còn xuất hiện trong video game Michael Jackson: The Experience.

## Phát hành và tiềp nhận
Mặc dù đã thu âm "Say Say Say" và "The Man" từ trước đó một năm, nhưng "The Girl Is Mine" là bài hát đầu tiên được phát hành từ bộ đôi và là đĩa đơn đầu tiên cho "siêu phẩm" Thriller. "The Girl Is Mine" đã được phát hành như là đĩa đơn vào ngày 18 tháng 10 năm 1982. Bức ảnh bìa của đĩa đơn được chụp bởi vợ của McCartney, Linda. Công chúng đã không thực sự ấn tượng bởi "The Girl Is Mine", và nghĩ rằng album Thriller sắp tới của Jackson cũng sẽ là một sự thất vọng. Họ cảm thấy rằng Jackson và nhà sản xuất, Quincy Jones, đã tạo ra một bài hát cho các khán giả da trắng. Mặc dù vậy, "The Girl Is Mine" vẫn đạt được thành công trên các bảng xếp hạng âm nhạc, khi đứng đầu bảng xếp hạng các đĩa đơn R&B, và hạng 2 tại bảng xếp hạng Billboard Hot 100 và Na Uy. "The Girl Is Mine" đạt vị trí số một trên Hot Adult Contemporary Tracks. Tại Vương quốc Anh, bài hát đạt hạng 8 và nằm trong top 20 tại New Zealand. Đến năm 1985, đĩa đơn đã bán được 1,3 triệu bản, và sau đó đã được chứng nhận đĩa bạch kim bởi Hiệp hội Công nghiệp ghi âm Mỹ, công nhận 1 triệu bản đã được tiêu thụ.

Kể từ khi phát hành, "The Girl Is Mine" đã nhận được một số đánh giá tiêu cực từ các nhà báo và các nhà phê bình âm nhạc. Nhà báo Robert Christgau mô tả sự hợp tác của McCartney và Jackson là "ý tưởng tồi tệ nhất của Michael kể từ "Ben"". Salon.com về sau mô tả "The Girl Is Mine" là một bản song ca "ngớ ngẩn". Bài hát đã nhận được đánh giá thuận lợi từ người viết tiểu sử của Jackson, J. Randy Taraborrelli. Nhà văn nói rằng bài hát rất "dễ thương" nhưng thiếu chất.

## Vụ kiện đạo lời
"The Girl Is Mine" đã là chủ đề của hai cuộc đạo văn kiện (đạo lời). Cả hai trường hợp Jackson đều làm chứng tại tòa, mỗi vụ kiện đều được sự ủng hộ của các ca sĩ và hãng thu âm. Vụ kiện pháp lý đầu tiên xảy ra vào năm 1984, với Fred Sanford khi cho rằng Jackson đã cắt một đoạn bài hát của mình, "Love Me Now". Nhưng Jackson đã khẳng định rằng chính ông đã sáng tác "The Girl Is Mine". Vụ kiện 5 triệu tiền bản quyền đã khép lại sau khi hội đồng xét xử gồm năm người đàn ông và một phụ nữ đã đạt đến một phán quyết ủng hộ cho Jackson. Phán quyết của họ đạt được sau 3 ngày nghị án. Jackson là không phải là một bị cáo trong phiên tòa nhưng làm chứng để duy trì uy tín của mình. James KLENK, luật sư của Jackson, đã ca ngợi ông sau khi có phán quyết của bồi thẩm đoàn. "Người đàn ông này là một thiên tài, anh không cần bài hát của bất cứ ai khác. Lời của Ngài là chìa khóa". Trong quá trình tố tụng của tòa án, Jackson tiết lộ làm thế nào ông sáng tác bài hát của mình. "Tôi thu những bài hát trong một máy ghi âm và tôi tạo giai điệu bằng miệng, và đó là cách làm thế nào nó sẽ xảy ra."
Vụ kiện thứ hai của bài hát diễn ra vào năm 1993. Reynaud Jones và Robert Smith đã cáo buộc rằng "The Girl Is Mine", cùng với " Thriller" viết bởi Rod Temperton - và "We Are the World" giống với các tác phẩm âm nhạc của họ. Cặp đôi này nói thêm rằng họ đã là hàng xóm của gia đình Jackson thời thơ ấu khi họ đã cư trú tại Gary, Indiana. Jackson, Lionel Richie, đồng tác giả của "We Are the World" và Quincy Jones đã được liệt kê vào lời bị cáo. Các nguyên đơn khẳng định rằng Joseph Jackson đã nhận được một cuốn băng demo từ họ. Từ băng, các bị cáo đã bị cho là đã bị đánh cắp ba ca khúc hit. Reynaud Jones cũng tuyên bố rằng ông đã xem xét kiện Jackson đạo "Billie Jean". Jackson xuất hiện tại tòa án thông qua một bằng chứng ghi âm. Sau lời khai, quan tòa gồm 9 thành viên phán quyết Jackson là tác giả và nhà soạn nhạc của "The Girl Is Mine" vào đầu năm 1994. Họ cũng đã phán quyết rằng các bị cáo đã không ăn cắp ý tưởng cho "Thriller" cũng như "We Are the World".

## The Girl Is Mine 2008
Trong Thriller 25, một album kỷ niệm 25 năm ngày ra đời "Thriller", ca sĩ thành viên nhóm nhạc Black Eyed Peas will.i.am đã remix "The Girl Is Mine". Với tiêu đề "The Girl Is Mine 2008", bản remix được lấy từ bản demo đặc trưng của Jackson, trước khi ông thu âm bản song ca với McCartney. will.i.am thêm giọng hát của mình và một vài câu hát mới. Mặc dù remix đã lấy mẫu từ bản demo, tờ The Daily Telegraph đã cáo buộc rằng McCartney đã bị bỏ qua bởi vì mối quan hệ giữa ông và Jackson đã rạn nứt vì vụ việc liên quan đến Sony/ATV Music Publishing và danh mục bài hát của ban nhạc Beatles vào năm 1985. Mặc dù cáo buộc, phiên bản gốc của "The Girl Is Mine" đã được bao gồm trong album, với giọng hát của McCartney trong đó. Sau khi phát hành vào năm 2008, bài hát đạt đến vị trí thứ 12 ở New Zealand. Đạt hạng 22 ở Pháp, cũng như lọt vào top 50 của Đan Mạch, Thụy Điển và Thụy Sĩ. Bản remix vươn tới vị trí số 51 tại Áo.

### Bảng xếp hạng
| Bảng xếp hạng (2008)   | Vị trí cao nhất |
| ---------------------- | --------------- |
| Austrian Singles Chart | 51              |
| Danish Singles Chart   | 31              |
| Dutch Singles Chart    | 12              |
| French Singles Chart   | 22              |
| Swedish Singles Chart  | 41              |
| Swiss Singles Chart    | 47              |
| UK Singles Chart       | 32              |

### Thành phần
- Sáng tác bởi Michael Jackson, William "will.i.am" Adams, Keith Harris
- Sản xuất bởi William "will.i.am" Adams
- Kỹ sư âm nhạc bởi William "will.i.am" Adams
- Mix bởi William "will.i.am" Adams
- Trống: William "will.i.am" Adams
- Keyboard: William "will.i.am" Adams
- Đàn phím: Keith Harris
- Thu âm vào tháng 11 năm 2007

## Bảng xếp hạng
| Bảng xếp hạng (1983)    | Vị trí cao nhất |
| ----------------------- | --------------- |
| Dutch Singles Chart     | 16              |
| Norwegian Singles Chart | 2               |
| UK Singles Chart        | 8               |
| US Billboard Hot 100    | 2               |
| US R&B Singles Chart    | 1               |